# Tytania (korporacja akademicka)
P.K!A. Tytania – polska korporacja akademicka założona we Lwowie w lutym 1929 r. W kwietniu 1930 r. została przyjęta na członka rzeczywistego do Związku Polskich Korporacji Akademickich z datą starszeństwa przypadającą na marzec 1929 r. Kandydowała do Związku Polskich Korporacji Akademickich przy P.K!A. Scythia pod opieką kuratorów: Aleksandra Pateka (Patka) następnie Władysława Pakosy. Założona została jako Korporacja wydziałowa przy Politechnice Lwowskiej i jako taka skupiała studentów Wydziału Chemicznego P.Lw.
- Barwy: seledynowa - złota - bordowa.
- Dewiza: Si vis pacem, para bellum (łac. Jeśli chcesz pokoju, szykuj się do wojny).
- Dekiel: seledynowe

## Filistrzy honorowi
- Zygmunt Przyrembel
- Stanisław Rybicki
- Adam Tiger